# 岩寺先史遺跡
岩寺先史遺跡（アムサせんしいせき）は、大韓民国ソウル特別市江東区にある遺跡公園である。「岩寺洞先史住居址」として韓国の史跡に指定されている。
約6000年前の新石器時代から青銅器時代にかけての遺跡、土器がこの地より発掘されており、1998年に一般公開化された。現在は屋外に、新石器時代の竪穴建物が、屋内に原始生活展示館が設置されている。尚、竪穴建物は直接中に入れるようになっており、当時の生活の一面を窺い知れるようになっている。原始生活展示館は、出土した土器や竪穴建物の解説などが施されている。
入場料は大人500ウォン、子供は300ウォン。開場時間は午前9時30分から午後6時。毎週月曜日が休館。

## 交通アクセス
ソウル交通公社8号線岩寺歴史公園駅が最寄駅である。